# Problème sexuel relationnel
 Mise en garde médicale
Le problème sexuel relationnel était une catégorie diagnostic d'un trouble mental désignant un individu exprimant des difficultés à créer ou à maintenir une relation sexuelle à cause de son orientation sexuelle ou de son identité de genre. L'Organisation mondiale de la santé (OMS) liste le problème sexuel relationnel dans la CIM-10 sous la section intitulée « Problèmes psychologiques et comportementaux associés au développement sexuel et à son orientation ». L'OMS définit que « l'identité sexuelle ou l'orientation sexuelle (hétérosexualité, homosexualité ou bisexualité) est responsable des difficultés à créer ou maintenir une relation sexuelle avec un partenaire ».
L'OMS note également dans la partie F66 que l'« orientation sexuelle en elle-même ne doit pas être considérée comme un trouble mental ».
En 2014, il a été décidé que l'existence de cette catégorie de trouble mental n'était pas justifiée et ne représentait aucun intérêt clinique. De ce fait, le diagnostic n'a pas été inclus dans la CIM-11, qui est entrée en vigueur en janvier 2022.